# Jean-Guillaume de La Planche de Ruillé
Jean-Guillaume de La Planche, comte de Ruillé et sire du Plessis-Bourré (1er janvier 1739, Angers , 2 janvier 1794, Angers), est un militaire et homme politique français.

## Biographie
Officier au régiment Royal-infanterie, il est membre de l'assemblée préliminaire de la noblesse et l'un des douze commissaires chargés de la rédaction des cahiers de l'ordre.
Le 12 avril 1789, il est élu député de la noblesse aux États généraux par la sénéchaussée d'Anjou. Partisan modéré des réformes, il se réunit cependant au Tiers, fait partie du comité des nuances, vote contre l'aliénation des biens du clergé, contre la création des assignats, pour le maintien d'une religion d'État, contre l'abolition des titres nobiliaires, et, le 31 mars 1791, fait un discours contre l'abandon de l'ancienne constitution de l'État ; il s'associe aux protestations de la minorité en septembre suivant. Cependant il refusa d'émigrer et se retire à Angers. 
À l'approche des Vendéens, le 13 juin 1793, il est nommé président du comité municipal provisoire d'Angers, se rend avec les habitants au-devant des insurgés auxquels il porte les clefs de la ville, et obtient d'eux qu'ils n'emmèneraient point les otages dont ils possédaient les listes.
Lorsque les généraux républicains rentrèrent dans Angers, Ruillé est arrêté comme complice des rebelles, et traduit, le 16 juillet, devant une commission militaire, qui, à la prière des habitants et des officiers municipaux, consentit à le remettre en liberté provisoire. Mais, dans les premiers jours de novembre, il est de nouveau mis en arrestation avec toute sa famille, et enfermé au château d'Angers. Quand les Vendéens s'approchèrent une seconde fois de la ville, il est transféré à Doué, de là à Saumur, puis ramené à Angers, après la retraite définitive de l'armée royale. Traduit, le 13 nivôse au II, devant la commission militaire, il est condamné à mort et exécuté le même jour.

## Sources
- « Jean-Guillaume de La Planche de Ruillé », dans Adolphe Robert et Gaston Cougny, Dictionnaire des parlementaires français, Edgar Bourloton, 1889-1891 [détail de l’édition]